# Dolors Escamilla Pérez
Maria Dolors Escamilla Pérez (Borbotó, Ciutat de València, 1939 - 2022) fou una directiva esportiva valenciana.
Comença a realitzar esta activitat als anys 80, quan col·labora amb l'equip del Sagrado Corazón de Godella en l'obtenció de finançament per a realitzar el desplaçament que havia de fer per a disputar les fases finals del campionat d'Espanya de bàsquet. Aquell equip seria el gérmen del Dorna Godella, que comptaria amb la col·laboració de l'empresa homònima per a finançar un equip que amb Miki Vuković a la banqueta i algunes de les millors jugadores del món, entre 1992 i 1995 disputaria quatre finals de l'Eurolliga i en guanyaria dos. L'Eurolliga de 1992 guanyada pel Dorna Godella va suposar el primer triomf internacional de l'esport femení per equips a l'Estat Espanyol.
A partir de 1996 treballa amb el Sant Vicent València Club de Futbol, que passaria a ser l'equip femení del Llevant Unió Esportiva, club on estaria fins al 2009. En 2014 va rebre la medalla al mèrit esportiu de la Ciutat de València.
L'octubre del 2019 va ser guardonada amb la medalla al mèrit esportiu de la Generalitat Valenciana, i l'Ajuntament de Godella va nombrar en el seu honor el pavelló esportiu municipal.

## Galeria
- Entrevista a La represa, 30 de juny de 2017.